# Серфсайд-Біч (Техас)
Серфсайд-Біч (англ. Surfside Beach) — місто (англ. city) в США, в окрузі Бразорія штату Техас. Населення — 640 осіб (2020).

## Географія
Серфсайд-Біч розташований за координатами 28°57′8″ пн. ш. 95°17′5″ зх. д. / 28.95222° пн. ш. 95.28472° зх. д. (28.952155, -95.284630).  За даними Бюро перепису населення США в 2010 році місто мало площу 5,81 км², з яких 4,35 км² — суходіл та 1,47 км² — водойми. В 2017 році площа становила 4,83 км², з яких 4,26 км² — суходіл та 0,57 км² — водойми.

## Демографія
Згідно з переписом 2010 року, у місті мешкали 482 особи в 259 домогосподарствах у складі 113 родин. Густота населення становила 83 особи/км².  Було 975 помешкань (168/км²).
Расовий склад населення:
| - 93,8 % — білих - 1,7 % — чорних або афроамериканців - 1,0 % — корінних американців - 1,0 % — азіатів - 1,7 % — осіб інших рас |

До двох чи більше рас належало 0,8 %. Частка іспаномовних становила 6,6 % від усіх жителів.
За віковим діапазоном населення розподілялося таким чином: 10,6 % — особи молодші 18 років, 73,2 % — особи у віці 18—64 років, 16,2 % — особи у віці 65 років та старші. Медіана віку мешканця становила 50,9 року. На 100 осіб жіночої статі у місті припадало 119,1 чоловіків;  на 100 жінок у віці від 18 років та старших — 122,2 чоловіків також старших 18 років.
Середній дохід на одне домашнє господарство  становив 70 313 долари США (медіана — 57 059), а середній дохід на одну сім'ю — 77 344 долари (медіана — 58 333). За межею бідності перебувало 7,0 % осіб, у тому числі 0,0 % дітей у віці до 18 років та 3,4 % осіб у віці 65 років та старших.
Цивільне працевлаштоване населення становило 277 осіб. Основні галузі зайнятості: мистецтво, розваги та відпочинок — 20,6 %, роздрібна торгівля — 12,3 %, будівництво — 11,2 %, освіта, охорона здоров'я та соціальна допомога — 10,8 %.